# Kölkebeck

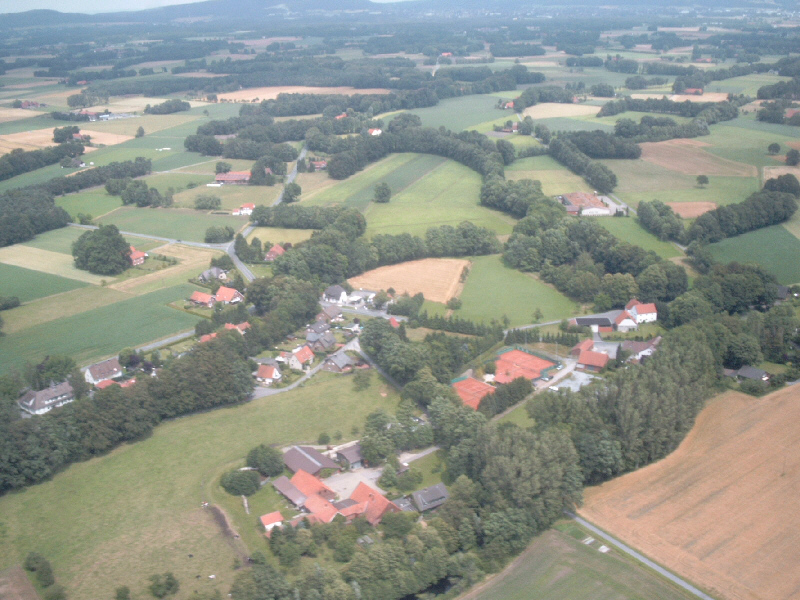
Luftaufnahme von Kölkebeck

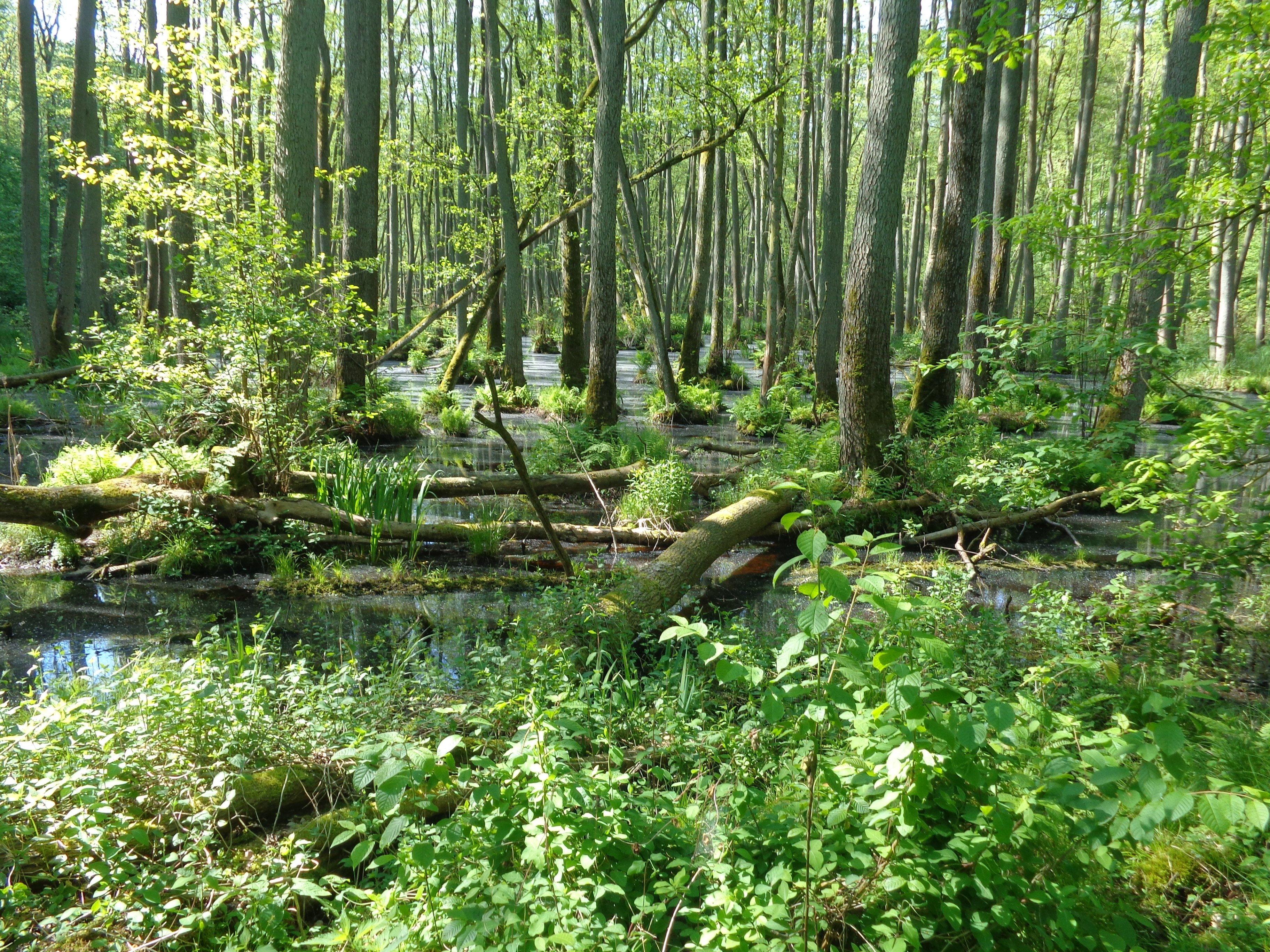
Erlenbruchwald (Symbolbild), bis tief in die Neuzeit die bestimmende Landschaftsart der Gegend

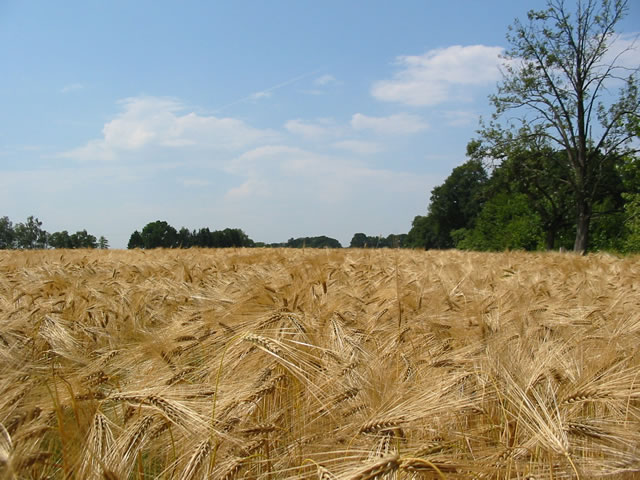
Gerstenfeld in Kölkebeck

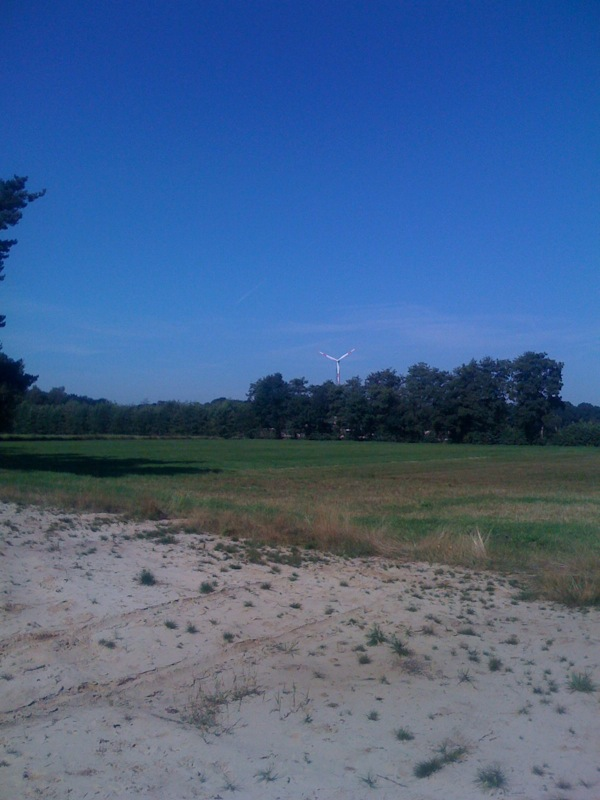
Der Kölkebecker Sand

Kölkebeck ist ein Ortsteil von Halle (Westf.) im Kreis Gütersloh in Nordrhein-Westfalen mit 546 Einwohnern (Stand 2022) und liegt am südwestlichen Rand des Stadtgebiets.
Die Ortschaft verfügt seit 1909 über eine Freiwillige Feuerwehr, einen seit 1900 bestehenden Geflügel- und Gartenbauverein, eine Tennisanlage, einen Bolzplatz, einen Kinderspielplatz, einen Gemischten Chor, ein Gemeindehaus, einen Friedhof, einen renaturierten Baggersee, zwei Sandabbauanlagen (Baggerseen), einen stillgelegten Mühlenteich, drei Windkraftanlagen und die Gaststätte „Rundheide“ (mit Festsaal).

## Geographie
Landschaftlich liegt der Ort in der Westfälischen Bucht. Eiszeitliche Sande, von denen mehrere Sandabbaugebiete zeugen, liegen unter weiten Teilen der Ackerkrume. Aus naturkundlicher Sicht ist das Naturschutzgebiet Barrelpäule, ein Heideweiher, erwähnenswert, welches auch das nordöstlich gelegene Sandabbaugebiet einschließt. Das Naturschutzgebiet kann von der Sinnerstraße aus eingesehen werden.
Durch Kölkebeck verlaufen die Fließgewässer Laibach und Künsebecker Bach, die sich vor dem im Jahre 1722 künstlich angelegten Mühlenteich vereinigen. Von diesem Teich geht im Norden eine Umflut ab, und an der stillgelegten Mühle das Wasser für den sogenannten Mühlenbach. Dadurch entsteht die Kölkebecker Insel. Etwas weiter unterhalb des Teiches vereinigen sich die nördliche Umflut und der südliche Mühlenbach zum Rhedaer Bach, benannt nach der Bauerschaft Rheda in Harsewinkel. Dem Mühlenbach fließt unterhalb der Mühle auch der Ellerbrockgraben zu. Dies ist der Ausfluss eines großangelegten Entwässerungsprojekts aus preußischer Zeit, vor 1800.

## Geschichte

### Namensgeschichte
Der Name des Ortes entstammt einer Kombination aus „Kölke“, was auf plattdeutsch eine strudelnde Vertiefung in einem Fließgewässer beschreibt, und „Beck“, was „Bach“ bedeutet. Der heutige Laibach/Rhedaer Bach hieß früher Kulkenbecke, und die Gegend Kulkenbroich („Broich“ ist plattdeutsch für „Bruch“).
Im Ravensberger Urbar von 1556 wird Kölkebeck erstmals als quasi eigenständige, aber in enger Beziehung zu Bokel stehende Bauerschaft urkundlich erwähnt: „Burschaft Boeckel und wonen uff der Kulkenbecke“.

### Mittelalter und Frühe Neuzeit
Die erste Besiedlung fand spätestens im 15. Jahrhundert statt. Der Graf von Ravensberg als Landesherr, oder der Nachfolger Herzog von Jülich, Kleve und Berg, Graf von der Mark und Ravensberg, verpflanzten im ausgehenden Mittelalter, wohl zeitlich versetzt, mehrere leibeigene Bauernfamilien in diese unwirtliche Gegend im Grenzgebiet zum Bistum Münster. Der nördlich gelegene Barrelmeyerhof mit einer Sonderstellung, war wohl bereits lange vorher gegründet. Als zweite Gründung ist der Settelmeyerhof (heute Keller) anzunehmen. Bis dahin, und jahrhundertelang in großen Arealen bis in die Neuzeit hinein, war „Kulkenbroke“ eine Wildnis oder Halbwildnis, bestehend aus Erlenbruchwäldern und ähnlichen Biotoptypen, mit vereinzelten offenen Sümpfen, Heideflächen und Eichen-Birkenwäldern. Der Laibach und der Künsebecker Bach, vom Teutoburger Wald kommend, war reich an Wasser das ganze Jahr durch, und mäandrierte in großen Schleifen durch eine Bruchlandschaft, dort wo sich heute der Schulbusch, der Mühlenteich und das ehemalige Anwesen Stolte befinden. Der gesamte Einzugsbereich des heutigen Ellerbrokgrabens, einem künstlichen Entwässerungssystem der Neuzeit, war feucht und unwirtlich, bis nach Brockhagen hin. Diese Gegend wurde im Mittelalter, wenn überhaupt, zur Jagd, zum Holzeinschlag oder zur Eichelmast von Halle und Bokel aus genutzt.
Der Edelherr von Tatenhausen war der Lehensnehmer des Grafen von Ravensberg für den Bereich Bokel, und die Hofstellen dieser Gegend waren ihm gegenüber hörig. Die später gegründeten Hofstellen in Kölkebeck sind allerdings dem Grafen von Ravensberg und dessen Nachfolgern unmittelbar hörig gewesen. Es muss sich also um eine Gründung vom obersten Lehnsherrn gehandelt haben, unabhängig von Tatenhausen. Wann genau die ersten Höfe in diesem Ravensberger Grenzgebiet zum Territorium des Klosters Marienfeld gegründet wurden lässt sich bislang nicht feststellen.
Erste urkundliche Erwähnung finden die Kölkebecker Urhöfe in der Kirchenvisitation des Herzogs von 1533 und im Ravensberger Urbar von 1556.
Das heutige „Zentrum“ von Kölkebeck war zu dieser Zeit unbesiedelt und unbewirtschaftet. Zu den ersten Höfen führten nur sehr schwer befahrbare Sandwege. Die meisten heutigen Straßen gab es nicht. Im Spätmittelalter muss man sich Kölkebeck als einen sehr einsamen Flecken vorstellen, mit vier Höfen am heutigen westlichen Ende des Dallwegs und Rhedaer Bachs, sowie dem etwas mehr abseits gelegenen Settelmeyer (heute Keller), und dem freien Barrelmeyerhof im tiefen Busch. Die Landwirtschaft war sehr beschwerlich, und der Großteil Kölkebecks war noch nicht urbar. Um die einzelnen Höfe herum lagen ihre kleinen und nicht sehr ergiebigen Ackerflächen, auf denen vornehmlich Roggen, Buchweizen und Hafer angebaut wurde. Die Rindviecher, so vorhanden, wurden auf feuchten Wiesen gehalten oder in den Wald getrieben, und tranken aus dem Bach. Der Bach wurde auch zum Wäschewaschen genutzt. Die Schweine wurden regelmäßig zur Eichel- und Bucheckernmast in den Busch getrieben.
Die Bauern übergaben den Hof, wie in Westfalen üblich, zumeist an den jüngsten Sohn. Der Grundherr (der Herzog als Graf von Ravensberg) konnte nur bei Misswirtschaft und aus anderen schwerwiegenden Gründen intervenieren. Eigentum der Bauern an den Höfen im heutigen Sinne gab es bis 1808 nicht. Sie erhielten lediglich das Nutzungsrecht im Gegenzug für Geldzahlungen, Frondienste und Sachleistungen. Der Großteil der Flächen wurde bis 1797 als Allmende von allen Bauern gemeinsam bewirtschaftet.
Die Grenzlage dieser Höfe zwischen der Grafschaft Ravensberg und den Besitztümern des Klosters Marienfeld legt nahe, dass der Landesherr mit ihrer Gründung seine vorhandenen Gebietsansprüche gegenüber dem prosperierenden Kloster und dessen Landesherrn, dem Bischof von Münster, zementieren wollte. Das Kloster war im Mittelalter sehr aktiv und gründete, erbte oder kaufte viele Hofstellen. Diese Aktivitäten mögen den Grafen von Ravensberg veranlasst haben ebenfalls Höfe in dieser abgelegenen Gegend zu gründen. Beim sehr abseits gelegenen und möglicherweise viel älteren Barrelmeyer kommt als Gründungshintergrund hinzu, dass dieser als Aufseher für die riesigen weitestgehend unbesiedelten Waldgebiete südwestlich von Halle eingesetzt wurde. Dieser sogenannte Barrelbusch war seit alters her für ungeregelten Masteintrieb von Halle und Bokel aus genutzt worden. Vom Barrelbusch ist heute nur noch ein kleiner Teil vorhanden. Im 16. Jahrhundert galt wohl die gesamte Halbwildnis südwestlich von Bokel und südlich von Hörste als „Barllbusch“.
Die Ideen der Reformation verbreiteten sich seit etwa 1525 im Ravensbergischen und wurden vom Herzog toleriert. Im Raum Halle begann die Reformation 1595 mit dem Einzug eines Weltgeistlichen in der Haller Kirche. Bis 1916 (Umwidmung der Dorfschule zur Kapelle) fanden in Kölkebeck, das zur Evangelisch-Lutherischen Kirchengemeinde Halle gehört, nur gelegentlich Gottesdienste statt, vornehmlich im Schulhaus und vereinzelt auf einem der größeren Höfe.
Über die Geschichte während des Jülich-Klevischen Erbfolgestreits (1609 bis 1614), des Dreißigjährigen Kriegs (1618 bis 1648) und dessen Nachwirren ist nichts an Details bekannt, was über die allgemeine Geschichte der Grafschaft Ravensberg hinausginge. Auch die Kölkebecker „Urbauern“ besitzen keine Unterlagen mehr aus diesen kriegerischen Jahrzehnten oder davor. Kölkebeck war zu dieser Zeit und ist bis heute Grenzgebiet zum Bistum Münster. Die Bauern im nach Südwesten benachbarten Harsewinkel blieben bis auf den Randbereich durchweg katholisch.
Der Totalverlust sämtlicher Aufzeichnungen aus der Zeit vor dem Dreißigjährigen Krieg – vom herzoglichen Urbar abgesehen – lässt darauf schließen, dass marodierende Horden nicht nur einmal über die einsam gelegenen Höfe herfielen. Vom benachbarten Kloster Marienfeld ist bekannt, dass es mehrfach überfallen wurde und zeitweise aufgegeben werden musste.

### Die Kölkebecker Urhöfe
Kartenskizze von Kölkebeck um 1556. Der Verlauf der Wege ist nur eine Annäherung basiert auf einer Karte von 1805. Der ungefähre Verlauf des mäandrierenden Baches und die Lage der restlichen Höfe ist historisch korrekt. Welche Höfe auf der Marienfelder Seite vorhanden waren, ist derzeit nicht bekannt.
Hofstelle Kölkebeck 1: Menke, auch Meyncke und Elssche Sogebrynck, oder Segebrinck, heute Fräkem (Sinnerstraße 5). Dieser alte Hof wurde nach der Aufteilung der Allmende im Jahr 1797 wahrscheinlich der größte Hof nach Barrelmeyer, erfuhr aber eine Teilung nach Verkauf im Jahr 1880, woraus insgesamt vier Höfe entstanden: Femmer (Nr. 50), Menke (Nr. 51), und Vahlenkamp (Nr. 52). Die alte Hofstelle 1 blieb ebenfalls bestehen und ist noch heute erhalten.
Hofstelle Kölkebeck 2: Sinnerbrink, auch Sinderbrinck oder Synderbrynck, eine nach 1879 von Dallmeyer aufgekaufte und nach einem Brand aufgelöste Hofstelle am Dallweg zwischen Kronsbein und Dallmeyer.
Hofstelle Kölkebeck 3: Kulckenbecker, auch Kulkenbecke oder Kölkebeck, heute Dallmeyer (Dallweg 20). Diese mindestens 500 Jahre alte Hofstelle liegt direkt an der alten Grenze zum katholischen Münsterland. Der heutige Dallweg mit seinem Abschluss auf dem Hof markiert das äußerste Ende der Grafschaft Ravensberg. Der Hof stellte Kölkebecks Bürgermeister zweimal im 19. Jahrhundert. Bürgermeister Hermann Heinrich Dallmeyer, gen. Kölkebeck, vergrößerte um 1879 den Besitz schlagartig mit dem Erwerb des benachbarten Kölkebecker Urhofes Sinnerbrink, welcher um 1880 abbrannte und nicht mehr erhalten ist. Im 20. Jahrhundert trat Fritz Dallmeyer als Ratsmitglied, Wehrführer der Stadt Halle, und als Kreisbrandmeister in Erscheinung. Der Platz vor dem Feuerwehrhaus wurde nach seinem Tod 1994 ihm zu Ehren benannt.
Hofstelle Kölkebeck 4: Settelmeyer, heute Keller (Settelweg 4).
Hofstelle Kölkebeck 5: Vormbrock, auch form Broke, Vor dem Broicke, heute Kronsbein (Dallweg 11).
Hofstelle Kölkebeck 6: Dierich Barlemeyer, aus einer frühen Teilung des Hofes Barrelmeyer – Nr. 25 – hervorgegangen, später Witgen oder Witgentöns genannt, heute Tönjes (Hesselteicher Str. 22).
Hofstelle Kölkebeck 25: Barlemeyer (heute Barrelmeyer), der mit 156 ha mit Abstand größte Hof in Kölkebeck (Hesselteicher Str. 36). In der Kirchenvisitation von 1533 findet sich ein Eintrag der den Haller Vogt des Herzogs ermahnt eine Teilung dieses kinderreichen Hofes zu verhindern. Da im Ravensberger Urbar von 1556 ein Dierich Barlemeyer (Nr. 6) als zweiter freier Bauer mit dem Namen Barlemeyer erwähnt wird, ist es daher offenbar zwischen 1535 und 1556 dennoch zu einer Erbteilung dieses Einzelhofes gekommen, die der Herzog trotz seiner Grundherrschaft wohl wegen des freien Standes der Familie nicht verhindern konnte. Barrelmeyer ist der am besten dokumentierte Hof der Bauerschaft. Als im Zuge der Neuordnung der Staatsverwaltung unter Preußen die Höfe durchnummeriert wurden, erhielt dieser Hof zunächst keine Nummer, was den Sonderstatus hervorhebt. Der direkt benachbarte Hof Tönjes erhielt die Nummer 6.
Die Hofstellen 1, 2, 3, und 25 waren die ältesten Höfe, da sie bereits um 1535 erwähnt wurden. Ihre Gründung liegt wohl im 15. Jahrhundert. Die Hofstellen 4,5 und 6 kamen irgendwann vor 1556 hinzu. Mit Ausnahme von Barrelmeyer (Hof Nr. 25), der seit jeher eine Sonderstellung genoss und möglicherweise älter als alle anderen ist, waren alle Familien Leibeigene des Herzogs.

### Kölkebeck unter Preußen
Der Landesherr wechselte um 1614, als die Grafschaft Ravensberg im Ergebnis des Jülich-Klevischen Erbfolgestreits an Brandenburg-Preußen fiel. Bis zur Franzosenzeit gehörte die Bauerschaft zur Vogtei Halle im Amt Ravensberg der Grafschaft Ravensberg. 
Erst um 1706 findet Kölkebeck wieder urkundliche Erwähnung, und zwar im Contributionsregister, einer Steuerliste, die zur Unterhaltung des königlichen Heeres (Preußen) diente. Die Zahl der Höfe war auf 24 angestiegen. Barrelmeyer wird hier nicht aufgeführt und war offensichtlich von der Steuer befreit – ein weiterer Hinweis auf die Sonderstellung dieses Bauern. Um diese Zeit wird Kölkebeck auch eine selbstständige Bauerschaft.
Die Wassermühle und der dazugehörige Teich wurde um 1722 auf Anweisung der preußischen Verwaltung unter Friedrich Wilhelm I. errichtet. Die Bauern des Ortes schichteten einen ovalen Damm auf und stauten auf diese Weise den Laibach/Rhedaer Bach. Somit entstand auch die Umflut, welche den Laibach am Mühlenteich aufspaltet und die sogenannte Kölkebecker Insel entstehen lässt.
Unter Friedrich dem Großen fand zwischen 1797 und 1799 die große Markenteilung der Allmende statt. Diese großen, bislang von den Bauern gemeinsam bewirtschafteten oder ungenutzten Flächen wurden einzelnen Höfen zur Nutzung und Urbarmachung zugewiesen. Die Bedeutung der einzelnen Höfe wuchs dadurch stark an, ebenso der Arbeitskräftebedarf. Um diesem gerecht zu werden, errichteten die Bauern zahlreiche Heuerlingshäuser (Kotten). Aus dieser Zeit stammen im Wesentlichen die heutigen Eigentumsverhältnisse und Wege. Noch 1929 gab es 20 Bauern mit insgesamt 35 Heuerlingsstellen. Das Heuerlingswesen in Kölkebeck endete 1982 mit dem Pachtvertrag des letzten Kötters, Ruwwe für den Hof Dallmeyer.

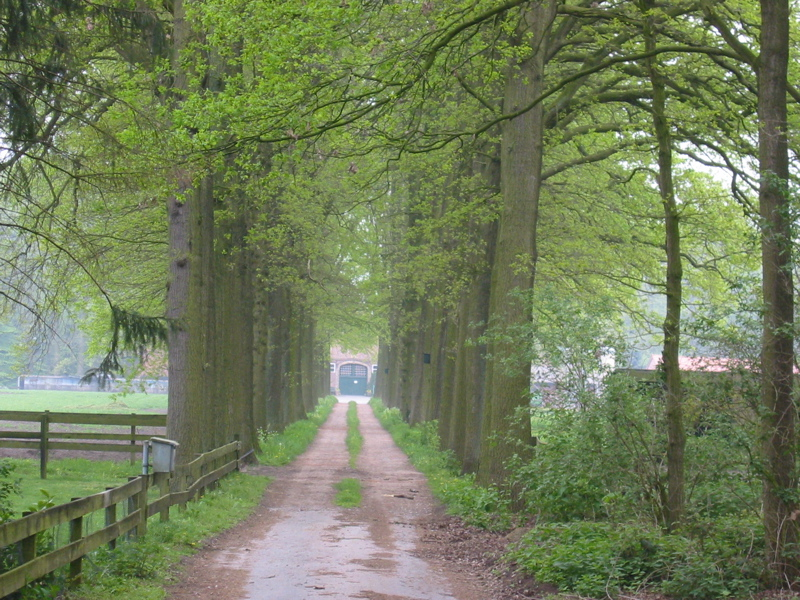
Auffahrt zum Hof Keller in Kölkebeck

Von 1807 bis 1810 gehörte Kölkebeck zum Kanton Halle des Königreichs Westphalen und von 1811 bis 1813 zum Kanton Brockhagen des Königreichs, das von Jérôme Bonaparte, einem Bruder Napoleons, regiert wurde. Beginnend mit einem königlichen Dekret von 1808 wurde die Eigenbehörigkeit für alle Bauern, die sich noch nicht freigekauft hatten, schrittweise aufgehoben. Die althergebrachte Grundherrschaft des Landesherrn wurde zwar für aufhebbar erklärt, dies konnte aber nur individuell in langwierigen Ablösungsverträgen gegen Zahlung einer Geldsumme geschehen.
1813 fiel die alte Grafschaft Ravensberg und damit auch Kölkebeck zurück an Preußen. Die Aufhebung der Leibeigenschaft und andere Modernisierungen der Jérôme-Zeit blieben aber in Kraft. Seit 1816 gehörte Kölkebeck zum Kreis Halle (Westfalen) im Regierungsbezirk Minden der Provinz Westfalen des Königreichs Preußen. Im Kreis Halle gehörte die Gemeinde Kölkebeck zum Amt Halle.

### Kölkebeck im 20. und 21. Jahrhundert
Die erste befestigte Straße Kölkebecks ist die Kölkebecker Straße zwischen dem Kriegerdenkmal und der Gütersloher Straße in Bokel. Der bisherige Sandweg wurde 1910 mit einer festen Packlage aus Kalkstein und einer Schotterdecke aus Grauwacke versehen. So war sie noch bis in die 1950er Jahre.
Nach dem Zweiten Weltkrieg siedelten sich etwa 250 Heimatvertriebene aus den ehemaligen deutschen Ostgebieten an, vornehmlich am Schulbusch, Am Denkmal und am Schmiedering. Damit stieg die Einwohnerzahl schlagartig um über 50 % von 496 auf 775 an (Landesdurchschnitt war 10 %). Einige der Neusiedler waren vormals bei den Bauern des Ortes notdürftig untergekommen. Da viele Flüchtlingsfamilien über die Jahre wieder fortzogen sank die Einwohnerzahl, verblieb aber wegen der neuen Siedlungen konstant über 600.
Die eigene Schule im Gemeindehaus wurde 1968 geschlossen, mit zuletzt 40 Kindern im Jahr 1967. Letzter Schulleiter war Willi Beiderwieden.
Im Rahmen des Bielefeld-Gesetzes wurde die früher selbstständige Gemeinde 1973 in das Gebiet der Stadt Halle (Westf.) eingemeindet.

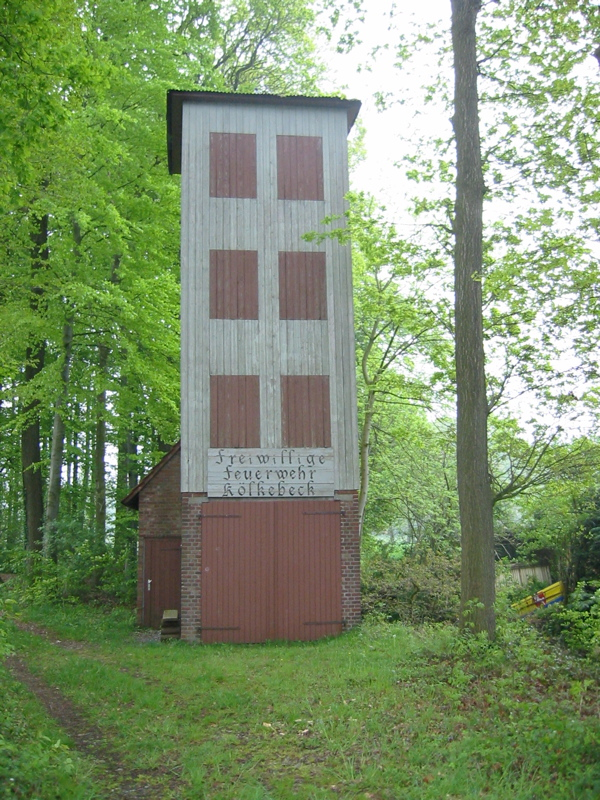
Das alte Feuerwehrhaus in Kölkebeck

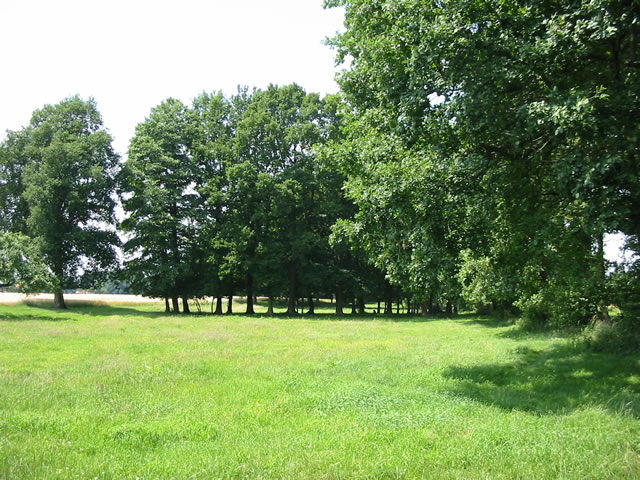
Feuchte Wiese in Kölkebeck

Bis 1979 befand sich dort, wo heute das Feuerwehrhaus steht, eine um 1835 im Fachwerkstil errichtete Dorfschule, welche 1916 nach Errichtung des Schulhauses als Gotteshaus geweiht wurde – im Dorf „Kapelle“ genannt. Nach der Verlegung des Gottesdienstes in das Gemeindehaus (1971) stand das Gotteshaus jahrelang leer und wurde zunehmend baufällig. Trotz Opposition in der Gemeinde entschied sich der Rat der Stadt Halle (Westf.) und die Evangelisch-Lutherische Kirchengemeinde Halle (Westf.) dafür die Kapelle abzureißen und an ihrer Stelle ein neues Feuerwehrhaus zu errichten. Die von einzelnen Bauern gestifteten Möbel und Schmuckstücke in der Kapelle gingen nach dem Abriss zurück an die Stifterhöfe, welche sie zum Teil veräußerten. Das vom Hof Dallmeyer gestiftete prächtige Glasfenster gilt als verschollen. Es stellt Christus im Stil des Erzengels Michael dar, wie er am Ende der Zeiten den Teufel – symbolisiert als Drachen –, die Sünde und den Tod besiegt. Die Inschrift lautete: „Der Herr Besiegte Sünd Und Tod – Erhub Die Fahn Im Morgenrot.“
Das alte Feuerwehrhaus (Baujahr 1930) wurde in Eigeninitiative von der Freiwilligen Feuerwehr Kölkebeck renoviert.
Das Schulhaus (erbaut 1906, erweitert 1914), erfuhr 1971 eine Umnutzung als Gemeindehaus, da der Schulbetrieb seit 1967 eingestellt worden war. Da die Bausubstanz nicht mehr modernen Ansprüchen genügt und die letzten Mieter ausgezogen sind, sucht die Stadt Halle Westfalen als Eigentümerin im Jahr 2011 nach einem gemeindlichen Nutzungskonzept, oder einem Investor der bereit ist das Objekt zu übernehmen und auch weiterhin die Nutzung des Gemeindesaales zu gewährleisten. Nach langem Ringen mit den Kölkebeckern hat sich die Stadt Halle (Westf.) überzeugen lassen, dass Gemeindehaus in städtischer Hand zu behalten und zu renovieren. Die Renovierungsarbeiten werden im Jahr 2015 abgeschlossen werden und das Gemeindehaus steht dann den Vereinen in Kölkebeck zur Nutzung zur Verfügung. Der ehemalige Schulgarten soll im Anschluss wieder hergerichtet werden und ebenfalls für die Vereine als Außensitz nutzbar sein.
Die für das Dorfleben ungemein wichtige Gaststätte Stolte, gegründet 1895, die gleichzeitig Tante-Emma-Laden, Festsaal und bis 1970 auch Bäckerei war, schloss 1990. Nach Jahren des Leerstands wurde der ehemalige Familienbetrieb im Jahr 1995 von Heinz Lindert gekauft, einem ortsansässigen Geflügelunternehmer. Nach mehreren gescheiterten Anläufen (u. a. „K54“) eröffneten er und seine Frau Ingrida 2006 das „Chaplin’s“. Das Lokal wurde erneut im Januar 2008 geschlossen. Das gesamte Anwesen einschließlich des Bolzplatzes steht zum Verkauf. Der Flächennutzungsplan der Stadt sieht in diesem Bereich eine Grünfläche vor.

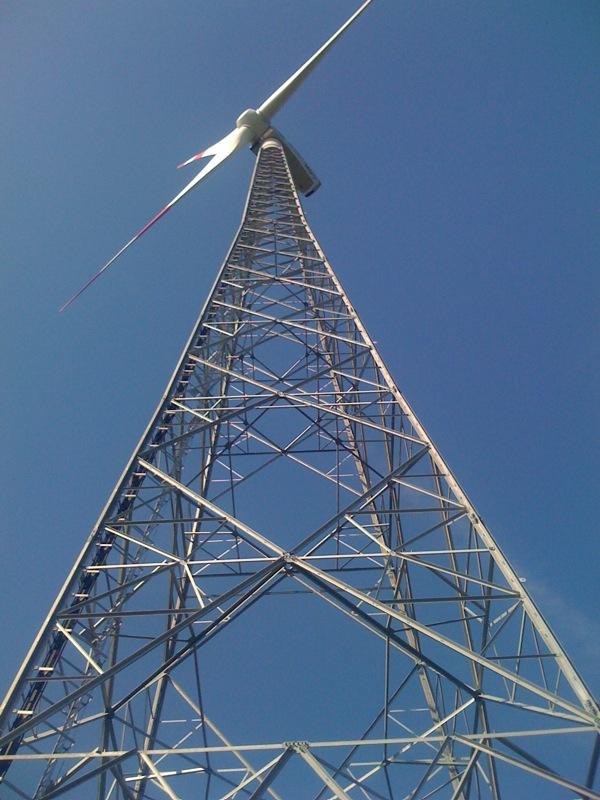
Windkraftanlage in Kölkebeck

In den 1990er Jahren untersuchte die Stadt Halle die Möglichkeit, eine neue Kläranlage für alle Abwässer der Stadt in Kölkebeck zu errichten (Ecke Sinnerstraße/Settelweg). Diese Planung wurde fallen gelassen, auch aufgrund des erheblichen Protests in der Gemeinde und einer öffentlich ausgetragenen Meinungsverschiedenheit in der Familie des Grundstücksbesitzers Dallmeyer. Stattdessen erweiterte man die bereits vorhandenen Anlagen und schloss nach und nach auch alle Grundstücke der Gemeinde ans öffentliche Abwassernetz an.
2005 wurden zwei Windkraftanlagen mit jeweils einer Nabenhöhe von 96,5 Metern und einer Gesamtleistung von 3 Megawatt in Kölkebeck errichtet. Eine dritte Anlage (Nabenhöhe 111,5 Meter; Rotordurchmesser 77 Meter; Leistung 1,5 Megawatt) ging Ende 2007 in Betrieb. Betreiber aller drei Anlagen ist die SeeBA Energy Farming Gruppe.
Dank eines neu verlegten Kupferkabels haben die meisten Haushalte seit März 2008 Zugang zu DSL.
Für Oktober 2016 kündigte die Deutsche Telekom ein Upgrade an, wodurch in weiten Teilen der Ortschaft VDSL möglich wird.
Im Jahr 2011 leben in Kölkebeck 603 Einwohner, darunter 58 nicht-Deutsche EU-Bürger und 12 Nicht-EU Ausländer.

### Eingemeindung
Kölkebeck wurde am 1. Januar 1973 nach Halle eingemeindet.

### Einwohnerentwicklung
Nachfolgend dargestellt ist die Einwohnerentwicklung von Kölkebeck in der Zeit als selbständige Gemeinde im Kreis Halle (Westf.) In der Tabelle werden auch die Einwohnerzahlen von 1970 (Volkszählungsergebnis) und 1972 sowie des Ortsteils Kölkebeck im Jahr 2011 angegeben.
| Jahr | Einwohner |
| ---- | --------- |
| 1799 | 300       |
| 1817 | 322       |
| 1900 | 457       |
| 1939 | 496       |
| 1946 | 775       |
| 1961 | 673       |
| 1965 | 638       |
| 1970 | 632       |
| 1972 | 623       |
| 2011 | 603       |
| 2015 | 550       |
| 2019 | 574       |
| 2022 | 546       |

## Politik
Gewählter Ratsvertreter für Kölkebeck (und den südlichen, ländlichen Teil von Hörste) ist Landwirt Reinhard Schacht.
Ergebnis zur Wahl des Rates der Stadt Halle (Westf.) am 25. Mai 2014 im Wahlbezirk Hörste / Kölkebeck:
- Schacht, CDU: 256 Stimmen, 47,15 %
- Müller, SPD: 122 Stimmen, 22,47 %
- Beckebanze, GRÜNE: 93 Stimmen, 17,13 %
- Wöstmann, UWG 53 Stimmen, 9,76 %
- Bunkenburg, FDP: 11 Stimmen, 2,03 %
- Kubiak, STU: 8 Stimmen, 1,47 %

Ergebnis zur Wahl des Rates der Stadt Halle (Westf.) am 30. August 2009 im Wahlbezirk Hörste / Kölkebeck:
- Reinhard Schacht, CDU: 254 Stimmen, 44,25 %
- Reiner Hermbecker, SPD: 149 Stimmen, 25,96 %
- Wöstmann, UWG: 63 Stimmen, 10,98 %
- Beckebanze, GRÜNE: 56 Stimmen, 9,76 %
- Trommershausen, FDP: 50 Stimmen, 8,71 %
- Parpart, STU: 2 Stimmen, 0,35 %

### Gemeindevorsteher und Bürgermeister von 1800 bis 1972
| Datum   | Name                                       | Hofnummer |
| ------- | ------------------------------------------ | --------- |
| um 1800 | Zum Schilde und Cardinahl                  | 13 + 19   |
| um 1820 | Johann Friedrich Kölkebeck                 | 3         |
| um 1844 | Heinrich Wilhelm Barrelmeyer               | 25        |
| um 1857 | Heinrich Wilhelm Settelmeyer               | 4         |
| um 1865 | Hermann Heinrich Niederquelle              | 31        |
| um 1875 | Hermann Heinrich Dallmeyer, gen. Kölkebeck | 3         |
| um 1890 | Heinrich August Möllenbrock                | 38        |
| um 1898 | Heinrich Wilhelm Barrelmeyer               | 25        |
| 1910    | Hermann Heinrich Kronsbein                 | 5         |
| 1935    | Bernhard Wortmann                          | 18        |
| 1946    | Friedrich Holz                             | 4         |
| 1952    | Bernhard Wortmann                          | 18        |
| 1972    | Otto Vemmer                                | 12        |

Heinrich August Möllenbrock (vom heutigen Hof Detering) stammte aus Casum (Borgholzhausen).
Der seit 1935 amtierende Bürgermeister Bernhard Wortmann wurde nach Kriegsende von den Alliierten des Amtes enthoben, wurde aber 1952 wiedergewählt und amtierte bis zu seinem Tod 1972.
Letzter Bürgermeister war Otto Vemmer, der nur 1972, im letzten Jahr der Selbständigkeit, amtierte.

## Schlüp’n Werner, Geschichtsschreiber Kölkebecks
In jahrzehntelanger Arbeit, mit Recherchen bei den Bauern vor Ort und in den Archiven der Region, schuf der in Kölkebeck geborene Werner Schlüpmann (Spenge) die 492-seitige Quellen- und Artikelsammlung Kölkebeck – „… und wonen uff der Kulkenbecke“.
Das Werk zeichnet sich durch Detailgenauigkeit und Niederschriften mündlicher Überlieferung aus. Jede Hofstelle wird in einem eigenen Artikel behandelt. Zahlreiche Fotos, Urkunden und alte Karten aus privaten Archiven werden hier erstmals der Öffentlichkeit zugänglich gemacht.
1999 wurde das Werk im Eigenverlag von ihm herausgegeben und ist bei ihm erhältlich und in den Haller Bibliotheken und Archiven einsehbar. Im Juli 2007 erhielt Werner Schlüpmann den Kulturförderpreis der Stadt Spenge. Werner Schlüpmann verstarb am 15. August 2021 im Alter von 96 Jahren.